# 锦城镇
锦城镇，是中华人民共和国四川省凉山彝族自治州雷波县下辖的一个乡镇级行政单位。2020年6月，撤销杉树堡乡、海湾乡，将原杉树堡乡和原海湾乡所属行政区域划归锦城镇管辖。地处雷波县南部，为雷波县人民政府驻地，东与杉树堡乡接壤，南与南田乡相邻，西与帕哈乡相连，北抵锦屏山。

## 行政区划
锦城镇下辖以下地区：
第一社区、第二社区、第三社区、城北村、城南村、城东村和柳口村。